# 가쿠라이 미노루
가쿠라이 미노루(일본어: 加倉井 実, 1934년 6월 29일 ~ 1998년 6월 23일)는 일본의 전 프로 야구 선수이다. 이바라키현 출신이며 현역 시절 포지션은 외야수였다.

## 인물
미토 상업고등학교 3학년 때 1루수 겸 3번 타자로서 고교 동기인 도요다 야스미쓰 등과 함께 1952년 하계 고시엔 대회(제34회 전국 고등학교 야구 선수권 대회)에 출전했다. 1차전에서는 쓰루 고등학교의 에이스 야토 다카오를 무너뜨리고 2차전에 진출했지만 나리타 고등학교에게 패하여 탈락했다.
고교 졸업 후 1953년 요미우리 자이언츠에 입단, 제2기 황금 시대를 맞은 요미우리에 있어서 출전 기회가 이뤄지진 않았지만 1955년 일본 시리즈 5차전에서는 후지오 시게루와 함께 스타팅 멤버로 발탁돼 적시 2루타를 때린 것을 계기로 약진했다. 이듬해 1956년에는 좌익수로서 51경기에 선발 출전했고 이 가운데 15경기는 3번 타자로 기용됐다. 하지만 1957년 이후에는 사카자키 가즈히코가 두각을 나타낸 적도 있어서 출전 기회가 줄어들었다.
1959년 시즌 종료 후 긴테쓰 버펄로에 이적했다. 1961년에는 중견수로서 45경기에 선발 출전했지만 타격면에서 부진에 시달렸고 그 해를 끝으로 현역에서 은퇴했다.
은퇴 후에는 미토에 돌아와 하숙집을 운영하고 있었고 고등학교 후배인 오쿠보 히로모토가 그의 하숙집에 머물렀던 적이 있다. 1998년 6월 23일에 향년 63세의 나이로 사망했다.

## 상세 정보

### 출신 학교
- 이바라키 현립 미토 상업고등학교

### 선수 경력
- 요미우리 자이언츠(1953년 ~ 1959년)
- 긴테쓰 버펄로(1960년 ~ 1961년)

### 등번호
- 52(1953년 ~ 1954년)
- 22(1955년 ~ 1958년)
- 6(1959년)
- 28(1960년 ~ 1961년)

### 연도별 타격 성적
| 연 도      | 소 속      | 경 기 | 타 석 | 타 수 | 득 점 | 안 타 | 2 루 타 | 3 루 타 | 홈 런 | 루 타 | 타 점 | 도 루 | 도 루 자 | 희 생 번 | 희 생 플 | 볼 넷 | 고 4 | 사 구 | 삼 진 | 병 살 타 | 타 율 | 출 루 율 | 장 타 율 | O P S |
| ---------- | ---------- | ----- | ----- | ----- | ----- | ----- | ------- | ------- | ----- | ----- | ----- | ----- | -------- | -------- | -------- | ----- | ---- | ----- | ----- | -------- | ----- | -------- | -------- | ----- |
| 1954년     | 요미우리   | 5     | 11    | 11    | 1     | 3     | 0       | 0       | 0     | 3     | 0     | 0     | 0        | 0        | 0        | 0     | --   | 0     | 1     | 0        | .273  | .273     | .273     | .545  |
| 1955년     | 요미우리   | 72    | 84    | 76    | 11    | 13    | 4       | 2       | 0     | 21    | 10    | 3     | 2        | 0        | 0        | 8     | 0    | 0     | 21    | 2        | .171  | .250     | .276     | .526  |
| 1956년     | 요미우리   | 110   | 269   | 246   | 35    | 54    | 11      | 3       | 9     | 98    | 29    | 10    | 3        | 1        | 1        | 18    | 0    | 3     | 41    | 3        | .220  | .281     | .398     | .679  |
| 1957년     | 요미우리   | 13    | 23    | 21    | 0     | 3     | 2       | 0       | 0     | 5     | 0     | 0     | 0        | 0        | 0        | 2     | 0    | 0     | 1     | 0        | .143  | .217     | .238     | .455  |
| 1958년     | 요미우리   | 35    | 77    | 67    | 7     | 10    | 1       | 0       | 0     | 11    | 5     | 3     | 1        | 0        | 1        | 7     | 0    | 2     | 17    | 2        | .149  | .250     | .164     | .414  |
| 1959년     | 요미우리   | 81    | 135   | 115   | 16    | 20    | 1       | 1       | 1     | 26    | 17    | 8     | 2        | 2        | 3        | 13    | 0    | 2     | 38    | 3        | .174  | .269     | .226     | .495  |
| 1960년     | 긴테쓰     | 34    | 74    | 71    | 9     | 10    | 4       | 0       | 1     | 17    | 4     | 1     | 0        | 2        | 1        | 0     | 0    | 0     | 28    | 0        | .141  | .141     | .239     | .380  |
| 1961년     | 긴테쓰     | 93    | 177   | 159   | 16    | 27    | 2       | 1       | 6     | 49    | 12    | 3     | 0        | 8        | 0        | 9     | 1    | 1     | 52    | 0        | .170  | .219     | .308     | .527  |
| 통산 : 8년 | 통산 : 8년 | 443   | 850   | 766   | 95    | 140   | 25      | 7       | 17    | 230   | 77    | 28    | 8        | 13       | 6        | 57    | 1    | 8     | 199   | 10       | .183  | .247     | .300     | .547  |